# Lista de episódios de Águias de Fogo
Esta é uma lista dos episódios da série de televisão brasileira Águias de Fogo. Lançada em 1968 e transmitida originalmente pela TV Tupi, a série foi criada, produzida e dirigida pelo cineasta brasileiro Ary Fernandes.

## Sinopse
O esquadrão especial da Força Aérea Brasileira (FAB) chamado Águias de Fogo defende a lei e a ordem nos céus do Brasil. Os integrantes da equipe usam helicópteros e aviões em missões de resgate ou no combate ao crime.

## Episódios
| # | Título              | Duração | Ref.              |
| --- | ------------------- | ------- | ----------------- |
| 1 | A Viagem            | 22 min. | [ 3 ] [ 1 ]       |
| Um avião C-47 decola com sua tripulação e dois padres em uma missão. No trajeto, enfrentam forte tempestade, fazendo-os desviar da rota e tentam pousar na cidade de Aquidauana, mas não conseguem, pois a cidade também está sob forte tempestade. Capitão César, aflito e preocupado na base procura soluções, enquanto sargento Fritz entra na faixa de radioamadores para que a cidadezinha de Tomé seja avisada sobre o pouso de emergência que será realizado. A pista de pouso precisa ser iluminada e com a ajuda dos faróis dos veículos dos moradores, a pista é iluminada e o avião consegue aterrisar. |                     |         |                   |
| 2 | O Rapto             | 22 min. | [ 1 ]             |
| Um cientista brasileiro descobre um potente combustível para foguetes espaciais. Cobiçando a fórmula, um grupo de criminosos estrangeiros sequestra o homem e sua filha. Seu plano é levá-los de submarino para outro país, mas os aviadores desconfiam que há algo errado e decidem investigar pois, em um voo de instrução, avistaram aeronaves estranhas operando em território brasileiro. Descobrem, assim, os contrabandistas de minério e o cientista e sua filha que haviam sido raptados pela quadrilha. Participação de: Ricardo Nóvoa.                                                                  |                     |         |                   |
| 3 | O Diplomata         | 22 min. | [ 1 ]             |
| Os oficiais recebem a missão de socorrer um avião em pane e transportar um diplomata estrangeiro. No entanto, terão que agir com bravura e arriscar as próprias vidas para evitar que um grupo criminoso alcance êxito no plano de roubar valiosos documentos levados pelo passageiro. |                     |         |                   |
| 4 | O Asilado           | 21 min. | [ 1 ]             |
| Após atentado a um asilado político, major Ricardo é convocado por seu comandante para se passar por um outro asilado, do qual ele é sósia e que também está correndo risco de vida. (Episódio recuperado) Participação de: Ricardo Nóvoa. |                     |         |                   |
| 5 | A Emergência        | 20 min. | [ 1 ]             |
| A aeronave em que estão os Águias de Fogo apresenta problemas técnicos, pois o trem de pouso não se recolhera totalmente após a decolagem e um acidente parece inevitável. A tensão aumenta, pois sargento Fritz, tenente Celso e aspirante Fábio se veem envolvidos em dramas familiares e problemas pessoais com a tripulação em perigo no ar. Participação de: Ricardo Nóvoa, Francisco Panizatti, Antonio Gimenez e Oswaldo Leonel. |                     |         |                   |
| 6 | Zona de Perigo      | 19 min. | [ 1 ]             |
| Um inventor recebe a visita de um grupo misterioso, que lhe promete financiamento para uma de suas criações. Pouco depois, os oficiais são atingidos por uma inexplicável turbulência durante um voo. As duas histórias se cruzam quando os aviadores decidem investigar as razões do incidente. Participação de: Ricardo Nóvoa. |                     |         |                   |
| 7 | A Procura           | 22 min. | [ 1 ]             |
| Neste episódio, os Águias de Fogo enfrentarão o desafio de encontrar colegas perdidos na selva após um pouso forçado. Participação de: Ricardo Nóvoa. |                     |         |                   |
| 8 | Mãe do Ouro         | 21 min. | [ 1 ]             |
| Um garimpeiro encontra uma pedra preciosa, mas por força da "Mãe do Ouro", a perde no rio. De olho na fortuna que o estranho objeto caído do céu pode gerar, empresários locais pensam em roubá-lo. |                     |         |                   |
| 9 | A Trama             | 20 min. | [ 1 ]             |
| Um ministro europeu está em visita oficial no Brasil, sem imaginar que um grupo planeja matá-lo. Uma espiã se aproveita do interesse do aspirante Fábio pelas mulheres para colocar uma bomba no avião que levará a comitiva. Agora, a aeronave está no ar e não há tempo a perder para impedir uma tragédia. |                     |         |                   |
| 10 | A Competição        | 22 min. | [ 1 ]             |
| Uma competição de aeromodelismo irá mexer com os ânimos de crianças apaixonadas pela aviação. Para vencê-la, elas contarão com a ajuda dos Águias de Fogo. |                     |         |                   |
| 11 | O Invento           | 22 min. | [ 1 ]             |
| A invenção de um combustível aditivado atrai o interesse de empresários que, temendo em perder seus lucros, tentarão roubar a fórmula e sabotam o experimento. |                     |         |                   |
| 12 | O Aspirante         | 22 min. | [ 1 ]             |
| Um grupo de contrabandistas sequestra o aspirante Fábio para que ele pilote o avião que levará diamantes roubados para fora do país. |                     |         |                   |
| 13 | Estação de Junção   | 19 min. | [ 1 ]             |
| Os Águias de Fogo planejam fazer uma pista de pouso para a construção de uma nova central de rádio transmissão. Isso, no entanto, atrapalharia os negócios clandestinos de bandidos, que se unem para dar fim à empreitada. |                     |         |                   |
| 14 | O Imprevisto        | 19 min. | [ 1 ]             |
| Num vilarejo remoto, uma menina se sente mal e é levada pela mãe à casa do único médico das redondezas, que está em viagem. O caso é grave e ele precisa voltar com urgência para operá-la. Para salvar a vida da pequena paciente, o médico terá ajuda dos Águias de Fogo e do Vigilante Rodoviário. Participação de: Carlos Miranda e o cão Lobo |                     |         |                   |
| 15 | O Agente            | 22 min. | [ 1 ]             |
| Uma mulher, integrante de um grupo estrangeiro, seduz o aspirante Fábio e tenta forçá-lo a atuar em prol de uma organização que busca tomar o poder. |                     |         |                   |
| 16 | Rádio Compasso      | 21 min. |                   |
| Sargento Fritz desenvolve um equipamento que poderá ser muito útil a FAB. Major Ricardo o coloca em contato com um engenheiro no Rio de Janeiro, que na verdade quer roubar a invenção. Fritz descobre a trama mas é surpreendido pelo engenheiro no laboratório, que o domina com uma arma e o leva até seu esconderijo, onde se encontra os outros capangas. O capitão César, desconfiado, vai até o local e descobre tudo. Após violenta luta, os bandidos são dominados. |                     |         |                   |
| 17 | A Grande Revoada    | ? min.  |                   |
| Episódio perdido. |                     |         |                   |
| 18 | Terra de Índios     | ? min.  |                   |
| Episódio perdido. |                     |         |                   |
| 19 | Urânio 238          | 23 min. | [ 1 ] [ 4 ]       |
| O avião de um grupo de contrabandistas sofre uma pane e cai em uma área de difícil acesso. Os criminosos sobrevivem a queda, confiando que seus comparsas irão procurá-los devido à valiosa carga de urânio que levavam. No entanto, os Águias de Fogo também estão em seu encalço. Participação de: Francisco di Franco. |                     |         |                   |
| 20 | Operação Tatu       | 21 min. | [ 1 ] [ 5 ] [ 4 ] |
| Os Águias de Fogo tentarão impedir a explosão de uma obra numa central elétrica e, consequentemente, a morte de um ministro, fruto de ações planejadas por terroristas. Participação de: Bete Mendes, Osmar Prado, Ewerton de Castro e Sadi Cabral. |                     |         |                   |
| 21 | O Alvo              | 21 min. | [ 1 ] [ 6 ]       |
| Uma quadrilha de elementos subversivos suborna um rapaz. Precisando de dinheiro, o jovem acaba aceitando a tarefa de implantar uma bomba na base militar dos Águias de Fogo. Os aviadores precisam ter perspicácia e técnica para lidar com os explosivos na estação e conter um desastre em potencial. Participação de: Lídia Costa, José Luiz Rodi, Sebastião Grandin e Raimundo Cardoso Andrade. |                     |         |                   |
| 22 | Estação Clandestina | 22 min. | [ 1 ] [ 6 ]       |
| Os oficiais tentam desarticular um esquema que envolve a demolição de uma barragem por marginais cuja iniciativa é simular uma guerrilha e mascarar os desvios de verba da construção. Os infratores buscam obter recursos de maneira ilícita para elevar uma nova estrutura na área para substituir àquela que desejam implodir. Participação de: Renato Master, Líbero Miguel Giachetta, Izaias do Vale Almada, Silvia Maria e Jurandir de Oliveira (Mestre Sabú). |                     |         |                   |
| 23 | O Contrabando       | 22 min. | [ 1 ]             |
| Uma jovem percebe a ação de contrabandistas próximo à fronteira e avisa ao pai agente alfandegário, que denuncia o crime. Quando os bandidos descobrem que foram delatados, decidem se vingar. Os oficiais são enviados em socorro ao posto fronteiriço que está sendo atacado pelos contrabandistas, mas para isso precisam atravessar o Pantanal para chegar ao local a tempo de salvar a família. |                     |         |                   |
| 24 | Operação Rondon     | 22 min. | [ 1 ]             |
| Os Águias de Fogo terão que enfrentar uma perigosa quadrilha para resgatar o sargento Raul, que foi sequestrado para decifrar os códigos secretos da FAB. Participação de: Gervásio Marques, Roberto Orosco, Márcia Lustosa, Sidney Toscani e Roberto Mauro. |                     |         |                   |
| 25 | O Engraxate         | ? min.  |                   |
| Episódio perdido. |                     |         |                   |
| 26 | O Assalto           | 20 min. | [ 1 ]             |
| Sargento Fritz é assaltado por ladrões quando tentava depositar dinheiro para ajudar crianças. O grupo, no entanto, é mais perigoso do que parece. |                     |         |                   |